# Coudrelle
La Coudrelle est un ruisseau français du département de la Charente-Maritime, affluent de la Saye et sous-affluent de l’Isle.

## Géographie
Elle prend sa source à près de 90 mètres d'altitude sur la commune de Montlieu-la-Garde, trois kilomètres au sud-sud-ouest du bourg de Montlieu, près du lieu-dit Joyeux.
Elle rejoint la Saye en rive gauche, à moins de 50 mètres d'altitude, sur la commune de Bedenac, cinq kilomètres à l'ouest-nord-ouest du bourg, dans les bois de la Saye.
Sa longueur est de 10 km.